# Oimeakon
Oimeakon (în rusă Оймякон) este un sat (selo) în Oymyakonsky Ulus din Republica Saha, Rusia, situat de-a lungul râului Indighirka, la 30 km nord-vest de Tomtor pe Autostrada Kolyma.

## Clima
Cu un climat subarctic extrem, Oimeakon este cunoscut ca unul dintre candidații pentru polul frigului din nord. La data de 6 februarie 1933, o temperatură de -67.7 °C a fost înregistrată acolo.
Aceasta este cea mai joasă temperatură înregistrată pentru orice loc locuit permanent de pe Pământ. Este de asemenea cea mai scăzută temperatură înregistrată în emisfera de Nord. Doar Antarctica a înregistrat temperaturi oficiale mai mici, cea mai mică fiind de -89.2 °C, în apropiere de stația rusă Vostok. Stația meteo actuală este într-o vale între Oimeakon și Tomtor. Stația este la 750 m altitudine și munții din jur la 1100 de metri, cauzând curenți de aer rece în vale.
Numele său în limba Sakha înseamnă "apă care nu îngheață", datorită prezenței unui izvor fierbinte natural în apropiere. Solul este permanent înghețat.